# Sejm warszawski 1529
Sejm 1529 – sejm Korony Królestwa Polskiego zwołany przez króla Zygmunta I Starego 16 września 1528 roku do Warszawy na 6 stycznia 1529 roku.
Sejmiki przedsejmowe w województwach odbyły się: w Raciążu ok. 25 listopada 1529 i pruski w Malborku 17 grudnia 1528 roku. 
Sejm obradował od 22 stycznia 1529 do 19 lutego 1529 roku, przy czym nie uczestniczył w nich król Zygmunt I Stary, przebywający w Wilnie. 
W czasie obrad sejmowych zajęto się sprawami mazowieckimi oraz podatkowym, przeznaczonym na obronę. Na sejmie podjęto  uchwałę o inkorporacji Księstwa Mazowieckiego do Korony Królestwa Polskiego. W obradach sejmowych zajęto się również sprawami podatkowymi. 
Wszystkie uchwały sejmowe zawarto w obszernej pisemnej legacji, którą miała przedłożyć królowi osobna delegacja. Dopiero decyzja królewska nadawała uchwałom sejmowym przyjętym podczas nieobecności króla moc obowiązującą.